# Drimia secunda
Drimia secunda är en sparrisväxtart som först beskrevs av Rune Bertil Nordenstam, och fick sitt nu gällande namn av John Charles Manning och Peter Goldblatt. Drimia secunda ingår i släktet Drimia och familjen sparrisväxter. IUCN kategoriserar arten globalt som livskraftig.
Artens utbredningsområde är Namibia. Inga underarter finns listade i Catalogue of Life.